# جايولي في شيانتي
جايولي في شيانتي، (بالإنجليزية: Gaiole in Chianti)‏، هي (بلدية) في مقاطعة سيينا في إقليم توسكانا الإيطالي، وتقع على بعد حوالي 40 كم (25 ميل) جنوب شرق فلورنسا وحوالي 15 كم (9 ميل) شمال شرق سيينا. نالت المرتبة الأولى في قائمة «الأماكن الأكثر شاعرية في أوروبا».

## السكان
في سنة 1861 بلغ عدد السكان 4٬753 نسمة، وتطور العدد ليصل في سنة 2011 لـ 2٬758 نسمة.
يظهر هذا المخطط البياني تطور النمو السكاني لـ جايولي في شيانتي